# Notoceratops
Notoceratops – niepewny rodzaj późnokredowego dinozaura. Znany jedynie z kości zębowej wraz z zębami znalezionej w prowincji Chubut w Argentynie. Żył w mastrychcie, około 70,6–65,5 mln lat temu. Początkowo uznany za ceratopsa, później za hadrozaura ze względu na brak przedstawicieli tej grupy na półkuli południowej. Obecnie notoceratopsa uważa się za nomen dubium – rodzaj niepewny. Nazwa tego dinozaura oznacza „południowa rogata twarz”.